# Antonio María Ferro Bermúdez
Antonio María Ferro Bermúdez (Chiquinquirá, departamento de Boyacá, Colombia, 1 de septiembre de 1876-Bogotá, 22 de noviembre de 1952), más conocido como el Jetón Ferro, fue un poeta colombiano.
Ferro fue el fundador de la Gruta Simbólica, destacada dentro de los medios intelectuales de finales del siglo XIX y principios del siglo XX, de la que también hicieron parte Clímaco Soto Borda, Julio Flórez, José Asunción Silva, Jorge Pombo y Enrique Álvarez Henao.
Gran parte de su vida trascurrió en la isla El Santuario, localizada en el centro de la laguna de Fúquene. Los últimos meses, antes de su muerte, los dedicó a desplazarse entre Bogotá, la capital del país, y su isla, debido a las citas médicas que continuamente debía cumplir. Para sufragar los gastos destinados a recuperar su estado de salud debió vender su isla al Instituto Geográfico Agustín Codazzi de Colombia, que la destinó para establecer un observatorio magnético. Posteriormente se radicó en Bogotá donde murió en 1952, siendo enterrado por sus familiares en la isla El Santuario.
En Chiquinquirá, su ciudad natal, se creó la Fundación Jetón Ferro, que anualmente convoca un encuentro de escritores de talla nacional e internacional en esta ciudad.